# Sultan Tunc
Sultan Tunc (* 1976, eigentlich Recep Tunç) ist ein türkischstämmiger deutscher Rapper.

## Werdegang
Tunc, Sohn türkischer Einwanderer, wuchs in Stadtallendorf mit einer Schwester und zwei Brüdern auf.

### Erste Schritte in Deutschland
Regionale Auftritte mit türkischen Rap-Liedern hatte der Deutsch-Türke bereits 1996 im Kfz Marburg und 1997 auf der Marburger Schlossbühne mit mehreren hundert Zuschauern unter dem Namen „Mikrofonterrorist“. Als Senftöpfchen-Gründerin Alexandra Kassen den überregional noch kaum bekannten Tunc 2001 bei einem Kurzauftritt in Köln seine sozialkritischen Texte, die sprachlich eine Spannbreite zwischen Nazim Hikmet und der türkischen Boulevardpresse haben, zu westlichen Hiphop-Beats rappen sah, sagte sie: “Den jungen Sultan Tunc muss man sich merken, denn er ist wirklich gut.”

### Von der Türkei zurück nach Europa
Sein offizielles Debütalbum Saygi deger sarkilar (2003) wurde aber erst zwei Jahre später in der Türkei produziert und veröffentlicht. Dies verkaufte sich im Erscheinungsjahr über 10.000 Mal. Das Video zur Single Deliloy lief 2003 erfolgreich auf türkischen Musiksendern. Nachdem Deliloy Anfang Februar des Folgejahres auf der „World-Music“-Kompilation von Sony Global Hip Hop (2004) vertreten war, spielten mehr und mehr auf Weltmusik spezialisierte Radiosender auch Europas wie BBC London, Funkhaus Europa, Radio Multikulti und You FM den Deutschen regelmäßig. In der Türkei erhielt Tunc 2004 diverse Auszeichnungen der türkischen Musikindustrie, z. B. erschien Saygi deger sarkilar bei verschiedenen Musiksendern bzw. -zeitschriften in der Auswahl der besten Alben des Vorjahres. KRAL TV nominierte den Künstler zudem als besten Newcomer des Jahres 2003 für seine „Video Müzik ödülleri“ Ende Februar 2004. Die Tageszeitung Hürriyet war gar der Meinung, das Album von Tunc beweise „wie weit Hip-Hop-Musik sich in (der Türkei) entwickelt hat. Qualitativ das beste Hip-Hop-Album was (in der Türkei) je gemacht wurde“.
Durch eine Zusammenarbeit mit dem Projekt Eastenders (Taxici, 2004), das Tunc später auch auf Tourneen unterstützt und Susma (zusammen mit Cashma Hoody) hatte der Musiker weitere musikalische Erfolge. In Deutschland war Tunc u. a. beim Şimdi Now, dem größten türkischen Kulturfestival außerhalb der Türkei, zusammen mit seinen „Friends“ als türkischer „Rap-Star“ zu sehen. Außerdem wurde ein Konzert auf der off-WOMEX WDR-Funkhaus-Bühne am 25. Oktober 2004 zusammen mit Eastenders live im Funkhaus Europa gesendet.
Der musikalische Stil Tuncens wird im Interpretenverzeichnis der Playlist von Funkhaus Europa z. B. folgendermaßen beschreiben:
Orientalische Skalen legen sich mit (…) Genauigkeit über elektronische Beats, denen wiederum akustische Perkussionsinstrumente zugeführt werden. Das Ganze angereichert mit Reggae und Ragga, Soul und Rock.
Die häufige Zusammenarbeit des Rappers mit verschiedenen weiteren Musikern soll sich auch in seinem zweiten Album Gece Tarifesi (2004 begonnen) widerspiegeln, für das z. B. die Londoner Oojami / Transglobal Underground einen Track komponierten.
Bis 2005 folgten weitere Veröffentlichungen von Sultan Tunc auf Samplern. Auch abseits der Musiksender war von ihm zu hören. Unter anderem beschäftigte sich die ARTE-Kultursendung Tracks mit dem deutsch-türkischen Musiker.
2006 spielte Sultan Tunc die Hauptrolle in dem Independent Film „Nachtschicht“ von Ali Pekel. Den Song „Taxici“ steuerte er als Soundtrack bei.

## Diskografie (Auswahl)
- 1997: Victimz of Choice – Hip Hop Randezvouz (VOC Recordz)
- 1999: Diverse – Boulevard Bou / Turkçe Hip Hop Mixtape (Song Beitrag: Istanbulun Geceleri)
- 1999: Diverse – DJ Mahmut / Turkish Rap Mixtape (FTP/Kod Müzik)(Song Beitrag: Mixtape Freestyle Intro Rap)
- 2001: Diverse – Yeralti Operasyonu 2 (Kod Müzik/Universal Turkey) (Song Beitrag: Istanbulun Geceleri)
- 2003: Sultan Tunc – Saygi Deger Sarkilar, Arma Music International Türkei (Album)
- 2003: Diverse – East2West Doublemoon (Song Beitrag: Deliloy)
- 2004: Diverse – Global Hip Hop, Sony (Song Beitrag: Deliloy)
- 2004: Eastenders – Along The Path, Poets Club Records
- 2004: Cashma Hoody – Come Unity, Cashma Hoody
- 2005: Diverse – Harems Secret, Clubstar (Song Beitrag: Taxici)
- 2006: Diverse – Best of Turkish Hip Hop, Oriental Media (Song Beitrag: Hala)
- 2006: Diverse – East2West, Doublemoon (Song Beitrag: Bir Yol Hikayesi)
- 2007: Diverse – Made in Turkey 3, Lola’s Musik (Song Beitrag: Bir Yol Hikayesi)
- 2007: Diverse – Bar Istanbul, Nascente (Song Beitrag: Bir Yol Hikayesi)
- 2007: Wahlsong für die Parteilosen Prof. Dr. Baskın Oran  und Ufuk Uras – „baskin var“ (Türkei Wahlen)
- 2008: Sultan Tunc – Oriental Rap'n Roll, Ada Müzik (Album)